# Polyommatus semiclara
Polyommatus semiclara är en fjärilsart som beskrevs av Tutt 1896. Polyommatus semiclara ingår i släktet Polyommatus och familjen juvelvingar. Inga underarter finns listade i Catalogue of Life.